# Pustelnik (Lublin)
Pour les articles homonymes, voir Pustelnik.
Pustelnik (prononciation : [pusˈtɛlnik]) est un village polonais de la gmina de Krzczonów dans le powiat de Lublin de la voïvodie de Lublin dans l'est de la Pologne.
Il se situe à environ 7 kilomètres à l'est de Krzczonów (siège de la gmina) et 31 kilomètres au sud-est de Lublin (siège du powiat et capitale de la voïvodie).
Le village comptait approximativement une population de 25 habitants en 2013 .

## Histoire
De 1975 à 1998, le village est attaché administrativement à l'ancienne Voïvodie de Lublin.

Depuis 1999, il fait partie de la nouvelle voïvodie de Lublin.